# Escut i bandera de Los Montesinos
L'escut i la bandera de Los Montesinos són els símbols representatius de Los Montesinos, municipi del País Valencià, a la comarca del Baix Segura.

## Escut heràldic
L'escut oficial de Los Montesinos té el següent blasonament:
| « | Escut quadrilong de punta redona, partit. Al cap, en camp d'or, quatre pals de gules. Al primer quarter, en camp d'atzur, un pilar d'argent, carregat de la creu de Santiago. Al segon quarter, en camp d'atzur, tres ordres d'ones d'argent carregades d'una alzina de sinople. Al timbre, corona reial oberta. | » |

## Bandera
La bandera oficial de Los Montesinos té la següent descripció:
| « | Bandera de proporcions 2:3. De blau fosc, amb dos faixes ondades de gris perla o argent en el quart inferior, amb una alzina de verd en el centre flanquejada per dues columnes de gris perla o argent carregades amb la creu de Sant Jaume de gules. | » |

## Història
L'escut s'aprovà per Resolució de 4 de novembre de 1999, del conseller de Justícia i Administracions Públiques, publicada en el DOGV núm. 3.638, de 2 de desembre de 1999.
La bandera s'aprovà per Resolució de 5 de juliol de 2005, del Conseller de Justícia i Administracions Públiques, publicada en el DOGV núm. 5.060 de 29 de juliol de 2005.
Els quatre pals, les armes del cap, al·ludeixen a la pertinença del municipi a la vila reial d'Almoradí fins al 1990. El pilar amb la creu de l'orde de Sant Jaume al·ludeix a la Mare de Déu del Pilar, patrona del poble. L'alzina centenària, ja desapareguda, fou el símbol de la localitat durant el procés de segregació, i les ones representen els canals de reg que travessen aquesta àrea de secà del Baix Segura.